# Ferenc Molnár

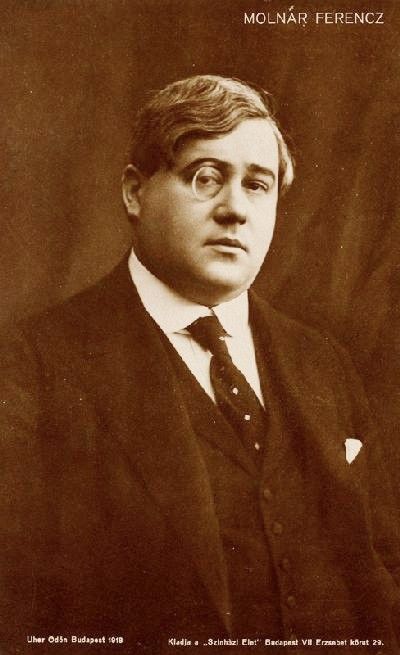
Ferenc Molnár v roce 1918

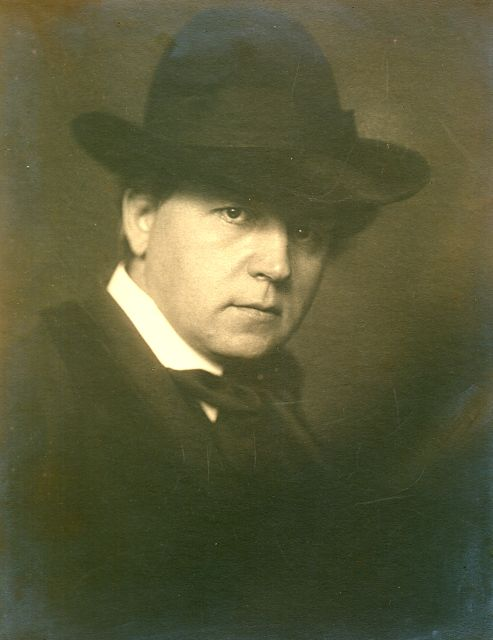
Ferenc Molnár

Ferenc Molnár, vlastním jménem Ferenc Neumann (12. ledna 1878, Budapešť – 1. dubna 1952 New York) byl maďarský prozaik, dramatik a novinář židovského původu.

## Život
Ferenc Neumann byl druhým synem Móra Neumanna, úspěšného budapešťského lékaře a jeho ženy Jozefy Wallfisch. Po absolvování Kalvínského gymnázia v Budapešti začal studovat právo na Universita Lóránda Eötvöse (Eötvös Loránd Tudományegyetem). Studium však nedokončil a živil se jako novinář a později jako spisovatel. Během první světové války působil rok jako válečný dopisovatel. Byl tři roky ženatý s herečkou Sári Fedák. Roku 1938 v době narůstání fašismu emigroval do USA. Svá díla psal především maďarsky, později také německy a v emigraci i anglicky.
V prvním Molnárově tvůrčím období převládala próza z velkoměstského života spojující ostrou sociální kritiku s ironií a sentimentalitou. Takto napsal i své nejznámější dílo, román pro mládež Chlapci z Pavelské ulice (1907, A Pál utcai fiúk). Poté se začal věnovat dramatu, ve kterém vynikl scénickou rutinou a bravurními efekty, často založenými na erotických motivech. Stal se věhlasným autorem, ale mnozí kritikové mu vyčítali myšlenkovou lacinost.
Podle jeho knih a divadelních her bylo natočeno přes šedesát filmů (z toho šestnáct němých a dvacet televizních) a téměř patnáct televizních seriálů.

## Dílo

### Próza
- Magdolna (1898), sbírka povídek.
- Az éhes város (1901, Hladové město), román.
- Egy gazdátlan csónak története (1901, Opuštěná loď).
- A Pál utcai fiúk (1907, Chlapci z Pavelské ulice), román pro mládež jehož hlavním motivem je "válka" dvou chlapeckých part o volný předměstský plácek, česky také jako Hoši z Pavelské ulice nebo Hoši z naší ulice.
- Rabok (1908, Vězni), román
- Muzsika (1908, Hudba).
- Egy haditudósitó naplója (1916, Deník válečného dopisovatele).
- Az aruvimi erdo titka (1917, Tajemství aruvimského lesa), román.
- Széntovajok (1918, Zloději uhlí), román.
- Andor (1918), román.
- A zöld huszár (1938, Zelený rytíř).
- Isten veled szivem (1945, Sbohem, mé srdce), román.
- Útitárs a száműzetésben – Jegyzetek egy önéletrajzhoz (1950, Společnice ve vyhnanství), autobiografie.
- A Dohány-utca és a Körút-sarok (1952).

### Divadelní hry
- A Doktor úr (1902, Pan doktor), česky jako Právní zástupce, veselohra,
- Józsi és egyéb kis komédiák (1904),
- Az ördög (1907, Ďábel), tragikomedie,
- Liliom (1909, Liliom), česky jako Balada od kolotočů, sentimentální drama s fantastickým motivem,
- A Testőr (1910, Gardový poručík), veselohra,
- A Farkas (1912, Vlk),
- Úri divat (1916),
- A fehér felhő (1916, Bílý mrak),
- Farsang (1916),
- A hattyú (1920, Labuť),
- Színház: Előjáték Lear királyhoz, Marsall, Az ibolya (1921, Prolog ke králi Learovi),
- Égi és földi szerelem (1922, Nebeská a pozemská láska),
- A vörös malom (1923),
- Az üvegcipő (1924),
- Játék a kastélyban (1926, Hra na zámku),
- Riviera (1926),
- Olympia (1928, Olympie), veselohra,
- Egy, kettő, három (1929, Jedna, dvě, tři),
- A jó tündér (1930, Dobrá víla), komedie.
- Valaki (1931),
- Harmónia (1932, Harmonie),
- Nagy szerelem (1935),
- Delila (1937),
- Panoptikum (1949).

## Česká vydání
- Právni zástupce, Šolc a Šimáček, Praha 1911, přeložil Rudolf Kautský.
- Ďábel, Nakladatelské družstvo Máje, Praha 1911, přeložil Václav Štech.
- Hoši z Pavelské ulice, Karel Nosek, Praha 1930, přeložil Gustav Narcis Mayerhoffer.
- Hoši z naší ulice, Josef R. Vilímek, Praha 1935, přeložil Zdeněk Hobzík.
- Chlapci z Pavelské ulice, SNDK, Praha 1958, přeložil Ladislav Hradský, znovu 1963 a 1967.
- Gardový poručík, Dilia, Praha 1963, přeložil Sándor Kosnar.
- Olympie, Dilia, Praha 1964, přeložil Alfons Welter.
- Balada od kolotočů, Dilia, Praha 1971, přeložil Jaromír Tomeček.
- Chlapci z Pavelské ulice, Olympia, Praha 1971, přeložil Ladislav Hradský.